# افشین سنگ‌چاپ
افشین سنگ‌چاپ (زادهّ ۱۳۴۷ در تهران) بازیگر سینما، تلویزیون و تئاتر اهل ایران است.
وی از یک خانواده با اصالت گیلانی در خیابان ۱۷ شهریور تهران زاده شده و در محله نظام‌آباد بزرگ شده‌است، سنگ‌چاپ دارای مدرک کارشناسی بازیگری و کارگردانی از دانشگاه هنر است. او همچنین از سال ۱۳۶۲ تا ۱۳۶۴ در مدرسه هنر و ادبیات صداوسیما به تحصیل پرداخته‌است.

## فیلمشناسی

### سینما
- هولیا (۱۳۹۹)
- شانتاژ (۱۳۹۷)
- تهران لندن (۱۳۹۷)
- درخونگاه (۱۳۹۶)
- شام عاشقانه سه‌نفره (۱۳۹۵)
- دو لکه ابر (۱۳۹۴)
- نیم (۱۳۹۴)
- جیب‌بر خیابان جنوبی (۱۳۹۰)
- مینی‌بوس (۱۳۸۹ در عنوان بندی نیامده)
- بی‌پولی (فیلم) (۱۳۸۸)
- حوالی اتوبان (۱۳۸۷)
- یکی بود یکی نبود (۱۳۷۹)
- دارا و ندار (۱۳۷۸)
- بوتیک (۱۳۸۲)

### تلویزیون
- چرخ گردون ۲ (۱۴۰۳)
- چرخ گردون (۱۴۰۲)
- نیم‌بند (۱۴۰۲)
- خوشنام (۱۴۰۱)
- آزادی مشروط (۱۴۰۱)
- فرشتگان بی بال (۱۴۰۰)
- کلبه عمو پورنگ (۱۴۰۰)
- روزهای آبی (۱۴۰۰)
- شرم (۱۳۹۹)
- پدر پسری (۱۳۹۹)
- وارش (مجموعه تلویزیونی) (۱۳۹۸)
- محرمانه (۱۳۹۷)
- فوق کارشناسیه‌ها (۱۳۹۸)
- بچه مهندس (۱۳۹۷)
- پیدا و پنهان (۱۳۹۰)
- کارشناسیه‌ها (۱۳۹۶)
- در قصه‌ها زندگی می‌کنند (۱۳۹۵، داود بیدل)
- بیمار استاندارد (۱۳۹۵)
- غیرعلنی (۱۳۹۴)
- قاب خاطره (مجموعه تلویزیونی) (۱۳۹۴)
- هفت‌سنگ (۱۳۹۳) (بازیگر مهمان)
- هشت بهشت (۱۳۹۳)
- رهایی (۱۳۹۳)
- تله‌فیلم «مرغ تخم طلا» (۱۳۹۲)
- یادآوری (۱۳۹۲)
- امانت عشق (۱۳۹۲)
- مزرعه بی‌بی گندم (۱۳۹۱)
- تله‌فیلم «سپید مثل ستاره» (۱۳۹۰)
- تله‌فیلم «تلسکوپ» (۱۳۹۱–۱۳۹۰)
- دو راهی بارانی (۱۳۹۰)
- ستاره‌های سربی (۱۳۹۰)
- نابرده رنج (۱۳۹۰)
- عملیات ۱۲۵ (۱۳۹۰)
- تله‌فیلم «ارتباط خانوادگی» (۱۳۸۹)
- پایتخت (۱۳۸۹)
- تله فیلم «آشیانه‌ای برای زندگی» (۱۳۸۷)
- پیامک از دیار باقی (۱۳۸۶)
- اغما (۱۳۸۶)
- صاحبدلان (۱۳۸۵)
- پرواز در حباب (۱۳۸۵)
- من نه منم (۱۳۸۵)
- متهم گریخت (۱۳۸۴)
- کوچه اقاقیا (۱۳۸۳–۱۳۸۲)
- شاهد عینی[۱] (۱۳۸۲)
- روزگار قریب (۱۳۸۱)
- قطار ابدی (۱۳۷۸–۱۳۷۹)
- روزهای زندگی (۱۳۷۸–۱۳۷۷)
- قصه‌های تابه‌تا (۱۳۷۳)
- چاق و لاغر (۱۳۶۵–۱۳۶۹)
- چاق و لاغر و مأمور سوم (۱۳۶۹)
- النگ و دولنگ (۱۳۶۹)

### نمایش خانگی
- آفتاب‌پرست (۱۴۰۱)

### دستیار کارگردان
- پلیس جوان
- ریحانه
- اغما
- روز حسرت
- پیامک از دیار باقی
- روزهای آبی

### بازیگردان
- نرگس